# Edis (Automarke)
Edis war eine spanische Automarke.

## Unternehmensgeschichte
Das Unternehmen Carlos Jaumandreu Martorell aus Barcelona begann 1919 mit der Produktion von Automobilen. 1922 endete die Produktion.

## Fahrzeuge
Im schwächeren Modell sorgte ein Zweizylindermotor mit 1108 cm³ Hubraum für den Antrieb. Im Modell A-2 kam ein Vierzylindermotor mit 1100 cm³ Hubraum zum Einsatz. Die Karosserien boten wahlweise zwei oder vier Personen Platz. Die Fahrzeuge wurden auch bei Autorennen eingesetzt.